# Società Sportiva Lazio Calcio Femminile
La Società Sportiva Lazio Calcio Femminile, meglio nota come Lazio CF o Lazio, è una società di calcio femminile italiana con sede nella città di Roma.
Fondata nel 1969, ha vinto per 5 volte il campionato italiano e per 4 volte la Coppa Italia e 1 volta l'Italy Women's Cup.

## Storia

La squadra campione d'Italia 1987-1988 da imbattuta

Fondata nel 1969, ha vinto 5 scudetti, dei quali l'ultimo nel 2002, quattro Coppe Italia e 1 volta l'Italy Women's Cup.
Dal 1975 è una delle sezioni della Polisportiva Lazio mentre l'omonimo club calcistico ha una propria squadra femminile, che nel 2015 è stata iscritta al campionato di Serie B dopo l'attribuzione del titolo sportivo della Lazio Calcio Femminile.

## Colori e simboli

Carolina Morace in azione alla Lazio CF nella stagione 1986-1987 con indosso la maglia bandiera, già vestita nello stesso decennio dalla più nota squadra maschile.

I colori sociali sono il bianco e il celeste, gli stessi di tutte le altre sezioni della Polisportiva capitolina. Il simbolo è l'aquila.

## Società

### Organigramma societario
- Elisabetta Cortani - Presidente
- Fabio Di Marziantonio - Vicepresidente
- Maurizio Cortani - Direttore generale
- Robert Jacasovich - Responsabile area medica

### Sponsor
- 1969-1970: Zucchet
- 1971-1980: Lubiam (abbigliamento)
- 1982-1987: R.O.I. (occhiali)
- 1987-1988: Minerva Costruzioni
- 2000-2002: Ruco Line (abbigliamento)
- 2002-2003: Enterprise (sistemi gestionali)

## Allenatori e presidenti
| Allenatori - 1969: Ottavio Acconito - 1970: Antonio Trebiciani - 1971: Mario Celini - 1972-1976: Guido Klein e Mario Celini - 1977-1980: Sergio Guenza e Mario Celini - 1981-1982: Ferruccio Mazzola e Mario Celini - 1982-1983: Sergio Guenza e Mario Celini - 1983-1984: Sergio Guenza e Gastone Fortuna - 1984-1986: Sergio Guenza e Mario Celini - 1986: Mario Celini e Roberto Fallacara, poi Gastone Fortuna - 1986-1987: Sergio Guenza e Ennio Bianchini - 1987: Remo Stefanelli e Mario Celini - 1987-1988: Sergio Guenza e Remo Stefanelli - 1989-1990: Franco Nanni e Mario Celini - 1991-1994: Roberto Piras e Mario Celini - 1994-1997: Paolo Da Roit e Mario Celini - 1997-1998: Vito D'Amato e Mario Celini, poi Elisabetta Bavagnoli e Mario Celini - 1998: Carolina Morace - 1998-1999: Sergio Guenza - 1999-2000: Giampaolo Lissandro, poi Francesco Cinquepalmi, poi Alessandra Nappi - 2000-2001: Alessandra Nappi - 2001-2004: Nino Nosdeo e Giampiero Serafini - 2004-2005: Sergio Guenza e Stefano Cerbella - 2005-2006: Anne O'Brien - 2006-2007: Antonello Belli - 2007-2009: Edoardo Artistico - 2009-2010: Roberto Piras - 2010-2011: Roberto Piras, poi Fabio Cola - 2011-2012: Roberto Piras, poi Igor Jankole - 2012-2013: Antonio Macidonio, poi Anna Maria Mega, poi Ashraf Seleman - 2013-2014: Ashraf Seleman - 2014-2015: Ashraf Seleman, poi Giuseppe Marino, poi Michela De Angelis - 2016: Giuseppe Materazzi - 2016-2018: Giampiero Serafini - 2019-: Jody Franzè | Presidenti - 1969-1979 Bruno Valbonesi - 1980-1981 Loreto Rutolo - 1981-1982 Aldo Musici, poi Ezio Giorgi - 1983: Carlo Pelonzi - 1984-1986 Domenico Micali, poi Alberto Chionni - 1986-1998 Franco Anzidei - 1998-2002 Renato Vettoretto - 2002-2004 Pino Insegno - 2004- Elisabetta Cortani |

## Palmarès

### Competizioni nazionali
- Campionato italiano: 5

1979, 1980, 1986-1987, 1987-1988, 2001-2002
- Coppa Italia: 4

1977, 1985, 1998-1999, 2002-2003

### Altre competizioni
- Italy Women's Cup: 1

2003-2004
- Campionato italiano di Serie A2: 1

2008-2009 (girone B)

### Competizioni giovanili
- Campionato Primavera: 1

2000-2001

## Statistiche

### Partecipazione ai campionati
| Livello | Categoria | Partecipazioni | Debutto   | Ultima stagione | Totale |
| ------- | --------- | -------------- | --------- | --------------- | ------ |
| 1º      | Serie A   | 40             | 1970      | 2012-2013       | 40     |
| 2º      | Serie A2  | 2              | 2005-2006 | 2008-2009       | 4      |
| 2º      | Serie B   | 2              | 2013-2014 | 2014-2015       | 4      |
| 3º      | Serie B   | 2              | 2006-2007 | 2007-2008       | 2      |